# Distrito de Udayapur
El distrito de Udayapur es uno de los seis distritos que conforman la Zona de Sagarmatha, en Nepal.

## Comités de desarrollo rural
En el distrito se encuentran los siguientes comités de desarrollo rural:
- Aaptar
- Balamta
- Baraha
- Barre
- Basabote
- Bashasa
- Beltar
- Bhumarashuwa
- Bhuttar
- Chaudandi
- Dumre
- Gaighat
- Hadiya
- Hardeni
- Iname
- Jalpachilaune
- Jante
- Jogidaha
- Katari
- Katunjebawala
- Khanbu
- Laphagaun
- Lekhani
- Lekhgaun
- Limpatar
- Mainamaini
- Mayankhu
- Nametar
- Okhale
- Panchawati
- Pokhari
- Rauta
- Risku
- Rupatar
- Saune
- Shorung Chabise
- Sirise
- Siddhipur
- Sundarpur
- Tamlichha
- Tapeswori
- Tawashree
- Thanagaun
- Thoksila
- Triveni
- Triyuga
- Valaya Danda
- Mayankhu